# Ribeirinha (Horta)
Ribeirinha is een plaats (freguesia) in de Portugese gemeente Horta en telt 439 inwoners (2001).